# Lista uczestników Tour de Pologne 2017
Lista uczestników Tour de Pologne 2017:
W Tour de Pologne 2017 wystartowało 153 zawodników z 22 profesjonalnych ekip.

## Lista uczestników
| Legenda | Legenda                                                                  |
| ------- | ------------------------------------------------------------------------ |
|         | Zwycięzca klasyfikacji generalnej                                        |
|         | Zwycięzca klasyfikacji górskiej                                          |
|         | Zwycięzca klasyfikacji punktowej                                         |
|         | Zwycięzca klasyfikacji najaktywniejszych                                 |
| DNS     | Oznaczenie zawodników, którzy nie przystąpili do danego etapu            |
| DNF     | Oznaczenie zawodników, którzy nie ukończyli danego etapu                 |
| HD      | Oznaczenie zawodników, którzy przekroczyli limit czasowy na danym etapie |

### Lotto Soudal
| Lotto Soudal LTS | Lotto Soudal LTS  | Lotto Soudal LTS | Lotto Soudal LTS | Lotto Soudal LTS | Lotto Soudal LTS |
| Numer            | Zawodnik          | Państwo          | Wiek             | Uwagi            | Miejsce          |
| ---------------- | ----------------- | ---------------- | ---------------- | ---------------- | ---------------- |
| 1                | Sander Armée      | Belgia           | 31               |                  | 31.              |
| 2                | Jens Debusschere  | Belgia           | 27               |                  | DNS-6            |
| 3                | Bart De Clercq    | Belgia           | 30               |                  | 15.              |
| 4                | Tomasz Marczyński | Polska           | 33               |                  | 16.              |
| 5                | Maxime Monfort    | Belgia           | 34               |                  | 52.              |
| 6                | Rafael Valls      | Hiszpania        | 30               |                  | DNS-6            |
| 7                | Jelle Wallays     | Belgia           | 28               |                  | 29.              |

### Quick-Step Floors
| Quick-Step Floors QST | Quick-Step Floors QST | Quick-Step Floors QST | Quick-Step Floors QST | Quick-Step Floors QST                            | Quick-Step Floors QST |
| Numer                 | Zawodnik              | Państwo               | Wiek                  | Uwagi                                            | Miejsce               |
| --------------------- | --------------------- | --------------------- | --------------------- | ------------------------------------------------ | --------------------- |
| 11                    | Davide Martinelli     | Włochy                | 24                    |                                                  | DNF-6                 |
| 12                    | Rémi Cavagna          | Francja               | 21                    |                                                  | 78.                   |
| 13                    | Laurens De Plus       | Belgia                | 21                    |                                                  | DNS-7                 |
| 14                    | Bob Jungels           | Luksemburg            | 24                    | Mistrz Luksemburga w wyścigu ze startu wspólnego | 12.                   |
| 15                    | Maximilian Schachmann | Niemcy                | 23                    |                                                  | DNF-5                 |
| 16                    | Niki Terpstra         | Holandia              | 33                    |                                                  | DNS-6                 |
| 17                    | Petr Vakoč            | Czechy                | 25                    |                                                  | 34.                   |

### BMC Racing Team
| BMC Racing Team BMC | BMC Racing Team BMC | BMC Racing Team BMC | BMC Racing Team BMC | BMC Racing Team BMC                              | BMC Racing Team BMC |
| Numer               | Zawodnik            | Państwo             | Wiek                | Uwagi                                            | Miejsce             |
| ------------------- | ------------------- | ------------------- | ------------------- | ------------------------------------------------ | ------------------- |
| 21                  | Rohan Dennis        | Australia           | 27                  | Mistrz Australii w jeździe indywidualnej na czas | 45.                 |
| 22                  | Floris Gerts        | Holandia            | 25                  |                                                  | 53.                 |
| 23                  | Ben Hermans         | Belgia              | 31                  |                                                  | DNF-3               |
| 24                  | Daniel Oss          | Włochy              | 30                  |                                                  | DNF-7               |
| 25                  | Samuel Sánchez      | Hiszpania           | 39                  |                                                  | 24.                 |
| 26                  | Dylan Teuns         | Belgia              | 25                  |                                                  | 1.                  |
| 27                  | Tejay van Garderen  | Stany Zjednoczone   | 28                  |                                                  | 25.                 |

### Orica-Scott
| Orica-Scott ORS | Orica-Scott ORS | Orica-Scott ORS | Orica-Scott ORS | Orica-Scott ORS                               | Orica-Scott ORS |
| Numer           | Zawodnik        | Państwo         | Wiek            | Uwagi                                         | Miejsce         |
| --------------- | --------------- | --------------- | --------------- | --------------------------------------------- | --------------- |
| 31              | Adam Yates      | Wielka Brytania | 24              |                                               | 5.              |
| 32              | Caleb Ewan      | Australia       | 23              |                                               | 95.             |
| 33              | Luka Mezgec     | Słowenia        | 29              | Mistrz Słowenii w wyścigu ze startu wspólnego | DNF-6           |
| 34              | Robert Power    | Australia       | 22              |                                               | 70.             |
| 35              | Jack Haig       | Australia       | 23              |                                               | 8.              |
| 36              | Rubén Plaza     | Hiszpania       | 37              |                                               | 46.             |
| 37              | Sam Bewley      | Nowa Zelandia   | 30              |                                               | DNS-3           |

### Movistar Team
| Movistar Team MOV | Movistar Team MOV  | Movistar Team MOV | Movistar Team MOV | Movistar Team MOV | Movistar Team MOV |
| Numer             | Zawodnik           | Państwo           | Wiek              | Uwagi             | Miejsce           |
| ----------------- | ------------------ | ----------------- | ----------------- | ----------------- | ----------------- |
| 41                | Winner Anacona     | Kolumbia          | 28                |                   | 38.               |
| 42                | Rory Sutherland    | Australia         | 35                |                   | 68.               |
| 43                | Dayer Quintana     | Kolumbia          | 24                |                   | 54.               |
| 44                | Nelson Oliveira    | Portugalia        | 28                |                   | DNF-7             |
| 45                | Alex Dowsett       | Wielka Brytania   | 28                |                   | DNF-7             |
| 46                | Gorka Izagirre     | Hiszpania         | 29                |                   | 14.               |
| 47                | José Joaquín Rojas | Hiszpania         | 32                |                   | 23.               |

### Team Sky
| Team Sky SKY | Team Sky SKY      | Team Sky SKY      | Team Sky SKY | Team Sky SKY | Team Sky SKY |
| Numer        | Zawodnik          | Państwo           | Wiek         | Uwagi        | Miejsce      |
| ------------ | ----------------- | ----------------- | ------------ | ------------ | ------------ |
| 51           | Ian Boswell       | Stany Zjednoczone | 25           |              | DNF-6        |
| 52           | Salvatore Puccio  | Włochy            | 27           |              | 37.          |
| 53           | Michał Gołaś      | Polska            | 33           |              | 57.          |
| 54           | Danny van Poppel  | Holandia          | 23           |              | DNF-7        |
| 55           | Wout Poels        | Holandia          | 29           |              | 3.           |
| 56           | Diego Rosa        | Włochy            | 28           |              | 27.          |
| 57           | Łukasz Wiśniowski | Polska            | 25           |              | 69.          |

### Trek-Segafredo
| Trek-Segafredo TFS | Trek-Segafredo TFS | Trek-Segafredo TFS | Trek-Segafredo TFS | Trek-Segafredo TFS                              | Trek-Segafredo TFS |
| Numer              | Zawodnik           | Państwo            | Wiek               | Uwagi                                           | Miejsce            |
| ------------------ | ------------------ | ------------------ | ------------------ | ----------------------------------------------- | ------------------ |
| 61                 | Fumiyuki Beppu     | Japonia            | 34                 |                                                 | DNF-7              |
| 62                 | Julien Bernard     | Francja            | 25                 |                                                 | 59.                |
| 63                 | Marco Coledan      | Włochy             | 28                 |                                                 | DNF-7              |
| 64                 | Ruben Guerreiro    | Portugalia         | 23                 | Mistrz Portugalii w wyścigu ze startu wspólnego | DNF-1              |
| 65                 | Jesús Hernández    | Hiszpania          | 35                 |                                                 | 40.                |
| 66                 | Gregory Daniel     | Stany Zjednoczone  | 22                 |                                                 | DNS-7              |
| 67                 | Boy van Poppel     | Holandia           | 29                 |                                                 | 84.                |

### Bora-Hansgrohe
| Bora-Hansgrohe BOH | Bora-Hansgrohe BOH  | Bora-Hansgrohe BOH | Bora-Hansgrohe BOH | Bora-Hansgrohe BOH                           | Bora-Hansgrohe BOH |
| Numer              | Zawodnik            | Państwo            | Wiek               | Uwagi                                        | Miejsce            |
| ------------------ | ------------------- | ------------------ | ------------------ | -------------------------------------------- | ------------------ |
| 71                 | Erik Baška          | Słowacja           | 23                 |                                              | DNS-7              |
| 72                 | Cesare Benedetti    | Włochy             | 29                 |                                              | 81.                |
| 73                 | Rafał Majka         | Polska             | 27                 |                                              | 2.                 |
| 74                 | Patrick Konrad      | Austria            | 25                 |                                              | 74.                |
| 75                 | Gregor Mühlberger   | Austria            | 23                 | Mistrz Austrii w wyścigu ze startu wspólnego | 26.                |
| 76                 | Peter Sagan         | Słowacja           | 27                 | Mistrz świata w wyścigu ze startu wspólnego  | 35.                |
| 77                 | Aleksejs Saramotins | Łotwa              | 35                 | Mistrz Łotwy w jeździe indywidualnej na czas | 96.                |

### Team Sunweb
| Team Sunweb SUN | Team Sunweb SUN     | Team Sunweb SUN   | Team Sunweb SUN | Team Sunweb SUN | Team Sunweb SUN |
| Numer           | Zawodnik            | Państwo           | Wiek            | Uwagi           | Miejsce         |
| --------------- | ------------------- | ----------------- | --------------- | --------------- | --------------- |
| 81              | Bert De Backer      | Belgia            | 33              |                 | 86.             |
| 82              | Johannes Fröhlinger | Niemcy            | 32              |                 | 94.             |
| 83              | Chad Haga           | Stany Zjednoczone | 28              |                 | DNF-7           |
| 84              | Lennard Kämna       | Niemcy            | 20              |                 | 67.             |
| 85              | Wilco Kelderman     | Holandia          | 26              |                 | 4.              |
| 86              | Sam Oomen           | Holandia          | 21              |                 | 7.              |
| 87              | Max Walscheid       | Niemcy            | 24              |                 | DNS-6           |

### Team Katusha-Alpecin
| Team Katusha-Alpecin KAT | Team Katusha-Alpecin KAT | Team Katusha-Alpecin KAT | Team Katusha-Alpecin KAT | Team Katusha-Alpecin KAT                     | Team Katusha-Alpecin KAT |
| Numer                    | Zawodnik                 | Państwo                  | Wiek                     | Uwagi                                        | Miejsce                  |
| ------------------------ | ------------------------ | ------------------------ | ------------------------ | -------------------------------------------- | ------------------------ |
| 91                       | José Gonçalves           | Portugalia               | 28                       |                                              | DNF-7                    |
| 92                       | Paweł Koczetkow          | Rosja                    | 31                       |                                              | 30.                      |
| 93                       | Alberto Losada           | Hiszpania                | 35                       |                                              | 62.                      |
| 94                       | Matwiej Mamykin          | Rosja                    | 22                       |                                              | 64.                      |
| 95                       | Maksim Bielkow           | Rosja                    | 32                       |                                              | DNF-7                    |
| 96                       | Simon Špilak             | Słowenia                 | 31                       |                                              | 51.                      |
| 97                       | Ilnur Zakarin            | Rosja                    | 27                       | Mistrz Rosji w jeździe indywidualnej na czas | 11.                      |

### Team LottoNL-Jumbo
| Team LottoNL-Jumbo TLJ | Team LottoNL-Jumbo TLJ | Team LottoNL-Jumbo TLJ | Team LottoNL-Jumbo TLJ | Team LottoNL-Jumbo TLJ | Team LottoNL-Jumbo TLJ |
| Numer                  | Zawodnik               | Państwo                | Wiek                   | Uwagi                  | Miejsce                |
| ---------------------- | ---------------------- | ---------------------- | ---------------------- | ---------------------- | ---------------------- |
| 101                    | Enrico Battaglin       | Włochy                 | 27                     |                        | 82.                    |
| 102                    | Koen Bouwman           | Holandia               | 23                     |                        | 44.                    |
| 103                    | Floris De Tier         | Belgia                 | 25                     |                        | 55.                    |
| 104                    | Martijn Keizer         | Holandia               | 29                     |                        | 91.                    |
| 105                    | Bert-Jan Lindeman      | Holandia               | 28                     |                        | 87.                    |
| 106                    | Daan Olivier           | Holandia               | 24                     |                        | 32.                    |
| 107                    | Antwan Tolhoek         | Holandia               | 23                     |                        | 47.                    |

### Cannondale-Drapac
| Cannondale-Drapac CDT | Cannondale-Drapac CDT | Cannondale-Drapac CDT | Cannondale-Drapac CDT | Cannondale-Drapac CDT | Cannondale-Drapac CDT |
| Numer                 | Zawodnik              | Państwo               | Wiek                  | Uwagi                 | Miejsce               |
| --------------------- | --------------------- | --------------------- | --------------------- | --------------------- | --------------------- |
| 111                   | Joe Dombrowski        | Stany Zjednoczone     | 24                    |                       | 66.                   |
| 112                   | Davide Villella       | Włochy                | 26                    |                       | 41.                   |
| 113                   | Kristijan Koren       | Słowenia              | 30                    |                       | DNF-6                 |
| 114                   | Toms Skujiņš          | Łotwa                 | 26                    |                       | 75.                   |
| 115                   | Tom-Jelte Slagter     | Holandia              | 28                    |                       | 49.                   |
| 116                   | Tom Van Asbroeck      | Belgia                | 27                    |                       | DNF-7                 |

### Bahrain-Merida
| Bahrain-Merida TBM | Bahrain-Merida TBM | Bahrain-Merida TBM | Bahrain-Merida TBM | Bahrain-Merida TBM | Bahrain-Merida TBM |
| Numer              | Zawodnik           | Państwo            | Wiek               | Uwagi              | Miejsce            |
| ------------------ | ------------------ | ------------------ | ------------------ | ------------------ | ------------------ |
| 121                | Manuele Boaro      | Włochy             | 30                 |                    | DNF-7              |
| 122                | Niccolò Bonifazio  | Włochy             | 23                 |                    | 83.                |
| 123                | Antonio Nibali     | Włochy             | 24                 |                    | 93.                |
| 124                | Vincenzo Nibali    | Włochy             | 32                 |                    | 9.                 |
| 125                | Domen Novak        | Słowenia           | 22                 |                    | 71.                |
| 126                | Franco Pellizotti  | Włochy             | 39                 |                    | 39.                |
| 127                | Giovanni Visconti  | Włochy             | 34                 |                    | 28.                |

### Ag2r-La Mondiale
| Ag2r-La Mondiale ALM | Ag2r-La Mondiale ALM | Ag2r-La Mondiale ALM | Ag2r-La Mondiale ALM | Ag2r-La Mondiale ALM | Ag2r-La Mondiale ALM |
| Numer                | Zawodnik             | Państwo              | Wiek                 | Uwagi                | Miejsce              |
| -------------------- | -------------------- | -------------------- | -------------------- | -------------------- | -------------------- |
| 131                  | François Bidard      | Francja              | 25                   |                      | 21.                  |
| 132                  | Hubert Dupont        | Francja              | 36                   |                      | 43.                  |
| 133                  | Nico Denz            | Niemcy               | 23                   |                      | 72.                  |
| 134                  | Sondre Holst Enger   | Norwegia             | 23                   |                      | DNF-6                |
| 135                  | Matteo Montaguti     | Włochy               | 33                   |                      | DNF-7                |
| 136                  | Domenico Pozzovivo   | Włochy               | 34                   |                      | 6.                   |
| 137                  | Christophe Riblon    | Francja              | 36                   |                      | DNF-6                |

### UAE Team Emirates
| UAE Team Emirates UAD | UAE Team Emirates UAD | UAE Team Emirates UAD | UAE Team Emirates UAD | UAE Team Emirates UAD | UAE Team Emirates UAD |
| Numer                 | Zawodnik              | Państwo               | Wiek                  | Uwagi                 | Miejsce               |
| --------------------- | --------------------- | --------------------- | --------------------- | --------------------- | --------------------- |
| 141                   | Anass Aït El Abdia    | Maroko                | 24                    |                       | DNF-7                 |
| 142                   | Valerio Conti         | Włochy                | 24                    |                       | 17.                   |
| 143                   | Rui Costa             | Portugalia            | 30                    |                       | 10.                   |
| 144                   | Roberto Ferrari       | Włochy                | 34                    |                       | DNF-6                 |
| 145                   | Sacha Modolo          | Włochy                | 30                    |                       | DNF-7                 |
| 146                   | Matej Mohorič         | Słowenia              | 22                    |                       | 60.                   |
| 147                   | Przemysław Niemiec    | Polska                | 37                    |                       | 63.                   |

### FDJ
| FDJ   | FDJ                   | FDJ        | FDJ  | FDJ   | FDJ     |
| Numer | Zawodnik              | Państwo    | Wiek | Uwagi | Miejsce |
| ----- | --------------------- | ---------- | ---- | ----- | ------- |
| 151   | Marc Fournier         | Francja    | 22   |       | DNF-6   |
| 152   | Daniel Hoelgaard      | Norwegia   | 24   |       | DNF-4   |
| 153   | Odd Christian Eiking  | Norwegia   | 22   |       | 13.     |
| 154   | Jérémy Maison         | Francja    | 24   |       | 22.     |
| 155   | Lorrenzo Manzin       | Francja    | 23   |       | 89.     |
| 156   | Kévin Reza            | Francja    | 29   |       | DNF-5   |
| 157   | Sébastien Reichenbach | Szwajcaria | 28   |       | DNS-5   |

### Astana Pro Team
| Astana Pro Team AST | Astana Pro Team AST | Astana Pro Team AST | Astana Pro Team AST | Astana Pro Team AST | Astana Pro Team AST |
| Numer               | Zawodnik            | Państwo             | Wiek                | Uwagi               | Miejsce             |
| ------------------- | ------------------- | ------------------- | ------------------- | ------------------- | ------------------- |
| 161                 | Matti Breschel      | Dania               | 32                  |                     | 77.                 |
| 162                 | Oscar Gatto         | Włochy              | 32                  |                     | DNF-7               |
| 163                 | Luis León Sánchez   | Hiszpania           | 33                  |                     | 18.                 |
| 164                 | Danił Fomykin       | Kazachstan          | 25                  |                     | DNF-7               |
| 165                 | Riccardo Minali     | Włochy              | 22                  |                     | DNF-7               |
| 166                 | Moreno Moser        | Włochy              | 26                  |                     | DNF-7               |
| 167                 | Rusłan Tleubajew    | Włochy              | 30                  |                     | DNF-7               |

### Dimension Data
| Dimension Data DDD | Dimension Data DDD | Dimension Data DDD | Dimension Data DDD | Dimension Data DDD                            | Dimension Data DDD |
| Numer              | Zawodnik           | Państwo            | Wiek               | Uwagi                                         | Miejsce            |
| ------------------ | ------------------ | ------------------ | ------------------ | --------------------------------------------- | ------------------ |
| 171                | Natnael Berhane    | Erytrea            | 26                 |                                               | 73.                |
| 172                | Tyler Farrar       | Stany Zjednoczone  | 33                 |                                               | DNF-7              |
| 173                | Nathan Haas        | Australia          | 28                 |                                               | DNF-6              |
| 174                | Ben O’Connor       | Australia          | 21                 |                                               | 20.                |
| 175                | Youcef Reguigui    | Algieria           | 27                 | Mistrz Algierii w wyścigu ze startu wspólnego | 80.                |
| 176                | Kristian Sbaragli  | Włochy             | 27                 |                                               | DNF-6              |
| 177                | Nick Dougall       | Południowa Afryka  | 24                 |                                               | 85.                |

### Team Novo Nordisk
| Team Novo Nordisk TNN | Team Novo Nordisk TNN | Team Novo Nordisk TNN | Team Novo Nordisk TNN | Team Novo Nordisk TNN | Team Novo Nordisk TNN |
| Numer                 | Zawodnik              | Państwo               | Wiek                  | Uwagi                 | Miejsce               |
| --------------------- | --------------------- | --------------------- | --------------------- | --------------------- | --------------------- |
| 181                   | Christopher Williams  | Australia             | 35                    |                       | DNF-7                 |
| 182                   | Joonas Henttala       | Finlandia             | 25                    |                       | DNF-7                 |
| 183                   | David Lozano          | Hiszpania             | 28                    |                       | 50.                   |
| 184                   | Javier Megías         | Hiszpania             | 33                    |                       | 56.                   |
| 185                   | Andrea Peron          | Włochy                | 28                    |                       | DNS-6                 |
| 186                   | Charles Planet        | Francja               | 23                    |                       | 92.                   |
| 187                   | Martijn Verschoor     | Holandia              | 32                    |                       | DNF-6                 |

### Gazprom-RusVelo
| Gazprom-RusVelo GAZ | Gazprom-RusVelo GAZ | Gazprom-RusVelo GAZ | Gazprom-RusVelo GAZ | Gazprom-RusVelo GAZ                        | Gazprom-RusVelo GAZ |
| Numer               | Zawodnik            | Państwo             | Wiek                | Uwagi                                      | Miejsce             |
| ------------------- | ------------------- | ------------------- | ------------------- | ------------------------------------------ | ------------------- |
| 191                 | Pawieł Brutt        | Rosja               | 35                  |                                            | 61.                 |
| 192                 | Siergiej Łagutin    | Rosja               | 36                  |                                            | 58.                 |
| 193                 | Aleksander Porsiew  | Rosja               | 31                  | Mistrz Rosji w wyścigu ze startu wspólnego | DNS-6               |
| 194                 | Iwan Rownyj         | Rosja               | 29                  |                                            | 48.                 |
| 195                 | Roman Majkin        | Rosja               | 26                  |                                            | DNF-7               |
| 196                 | Jewgienij Szałunow  | Rosja               | 25                  |                                            | DNF-7               |
| 197                 | Aleksiej Catiewicz  | Rosja               | 28                  |                                            | DNF-7               |

### CCC Sprandi Polkowice
| CCC Sprandi Polkowice CCC | CCC Sprandi Polkowice CCC | CCC Sprandi Polkowice CCC | CCC Sprandi Polkowice CCC | CCC Sprandi Polkowice CCC                   | CCC Sprandi Polkowice CCC |
| Numer                     | Zawodnik                  | Państwo                   | Wiek                      | Uwagi                                       | Miejsce                   |
| ------------------------- | ------------------------- | ------------------------- | ------------------------- | ------------------------------------------- | ------------------------- |
| 201                       | Alan Banaszek             | Polska                    | 19                        |                                             | DNS-5                     |
| 202                       | Michal Schlegel           | Czechy                    | 22                        |                                             | 33.                       |
| 203                       | Jan Hirt                  | Czechy                    | 26                        |                                             | 42.                       |
| 204                       | Adrian Kurek              | Polska                    | 29                        | Mistrz Polski w wyścigu ze startu wspólnego | DNF-7                     |
| 205                       | František Sisr            | Czechy                    | 34                        |                                             | DNF-7                     |
| 206                       | Maciej Paterski           | Polska                    | 30                        |                                             | 79.                       |
| 207                       | Jan Tratnik               | Słowenia                  | 27                        |                                             | 76.                       |

### Reprezentacja Polski
| Reprezentacja Polski POL | Reprezentacja Polski POL | Reprezentacja Polski POL | Reprezentacja Polski POL | Reprezentacja Polski POL | Reprezentacja Polski POL |
| Numer                    | Zawodnik                 | Państwo                  | Wiek                     | Uwagi                    | Miejsce                  |
| ------------------------ | ------------------------ | ------------------------ | ------------------------ | ------------------------ | ------------------------ |
| 211                      | Paweł Bernas             | Polska                   | 27                       |                          | DNF-7                    |
| 212                      | Paweł Cieślik            | Polska                   | 31                       |                          | 36.                      |
| 213                      | Paweł Franczak           | Polska                   | 25                       |                          | DNF-6                    |
| 214                      | Kamil Gradek             | Polska                   | 26                       |                          | 90.                      |
| 215                      | Marek Rutkiewicz         | Polska                   | 36                       |                          | 19.                      |
| 216                      | Adam Stachowiak          | Polska                   | 27                       |                          | 88.                      |
| 217                      | Emanuel Piaskowy         | Polska                   | 26                       |                          | 65.                      |

## Kraje reprezentowane przez kolarzy
| Państwo           | Liczba kolarzy | Liczba kolarzy, którzy ukończyli wyścig |
| ----------------- | -------------- | --------------------------------------- |
| Algieria          | 1              | 1                                       |
| Australia         | 8              | 6                                       |
| Austria           | 2              | 2                                       |
| Belgia            | 11             | 6                                       |
| Czechy            | 4              | 3                                       |
| Dania             | 1              | 1                                       |
| Erytrea           | 1              | 1                                       |
| Finlandia         | 1              | 0                                       |
| Francja           | 10             | 7                                       |
| Hiszpania         | 10             | 10                                      |
| Holandia          | 14             | 11                                      |
| Japonia           | 1              | 0                                       |
| Kazachstan        | 2              | 0                                       |
| Kolumbia          | 2              | 2                                       |
| Luksemburg        | 1              | 1                                       |
| Łotwa             | 2              | 2                                       |
| Maroko            | 1              | 0                                       |
| Niemcy            | 5              | 3                                       |
| Norwegia          | 3              | 1                                       |
| Nowa Zelandia     | 1              | 0                                       |
| Polska            | 15             | 11                                      |
| Portugalia        | 4              | 1                                       |
| Południowa Afryka | 1              | 1                                       |
| Rosja             | 11             | 6                                       |
| Słowacja          | 2              | 1                                       |
| Słowenia          | 6              | 4                                       |
| Stany Zjednoczone | 6              | 2                                       |
| Szwajcaria        | 1              | 0                                       |
| Wielka Brytania   | 2              | 1                                       |
| Włochy            | 24             | 12                                      |
| RAZEM             | 153            | 96                                      |